# Rinat Ibraguimov
Rinat Ibraguimov (Moscú, 5 de noviembre de 1960 - Londres, Reino Unido, c. 2 de septiembre de 2020) fue un músico contrabajista clásico ruso. 
Se formó en Moscú y fue reconocido por la profundidad y el virtuosismo de sus interpretaciones. En su última etapa fue contrabajista principal de la Orquesta Sinfónica de Londres y profesor en la Guildhall School of Music and Drama desde 1999 hasta su fallecimiento en 2020.

## Biografía
Hijo de una cantante y un acordeonista, comenzó los estudios musicales a los seis años,[cita requerida] concluyendo la primera etapa de su formación especializándose en violonchelo. A los dieciséis años comenzó los estudios de contrabajo, interesado en parte por las posibilidades relegadas del instrumento. Se formó con Georgy Favorsky en la academia Ippolitov-Ivanov y con Eugeny Kolosov en el prestigioso Conservatorio Tchaikovsky de Moscú.[cita requerida]
En su inminente carrera pudo ganar todas las competencias de contrabajo de la Unión Soviética, adjudicándose además el premio de la competición internacional Giovanni Bottesini en Parma, Italia, en 1989. De 1983 a 1997 trabajó como contrabajista principal de la orquesta del Teatro Bolshoi, incluyendo las formaciones Solistas de Moscú y Solistas de la Orquesta Filarmónica de Moscú. En esos años enseñó así mismo en el Conservatorio de Moscú. Paralelamente a su formación como instrumentista, Rinat estudió dirección con Dmitri Kitaenko e Igor Dronov. Entre 1995 y 1998 dirigió el Moscow Instrumental Capella.[cita requerida]
En 1995 tras dejar el Bolshoi fue el contrabajo de la Orquesta Sinfónica de Londres, y grabó su primer registro solista, junto a la pianista rusa Elena Filonova, dedicado exclusivamente a composiciones de Giovanni Bottesini. En los últimos años, distintos registros audiovisuales de Rinat Ibragimov son ofrecidos en el portal de YouTube de la Orquesta Sinfónica de Londres.[cita requerida]
Rinat sufrió un derrame cerebral en 2014, lo que lo dejó incapacitado para actuar, aunque continuó enseñando ocasionalmente en la Guildhall School. Fue nombrado Contrabajo principal emérito por su contribución a la Orquesta Sinfónica de Londres.
El 2 de septiembre de 2020 fue difundida la noticia de su fallecimiento.